# Rue de la Juiverie (Paris)
Pour les articles homonymes, voir Rue de la Juiverie.
La rue de la Juiverie, est une ancienne rue de Paris, incorporée à la rue de la Cité en 1834. Elle était située quartier de la Cité, sur l'île de la Cité, dans l'ancien 9e arrondissement (actuel 4e arrondissement).

## Situation
Cette rue commençait rue des Marmousets-Cité et rue de la Vieille-Draperie et finissait aux rues de la Calandre et Saint-Christophe. Elle était située dans l'ancien 9e arrondissement.
Les numéros de la rue étaient noirs. Le dernier numéro impair était le no 33 et le dernier numéro pair était le no 38.
La rue du Four-Basset qui la reliait à la rue aux Fèves fut supprimée en 1730.

## Origine du nom
Cette rue était habitée autrefois par des Juifs, d'où elle a tiré son nom jusqu'à la création de la rue de la Cité,.

## Historique
Sous l'occupation romaine, cette voie fait partie du cardo maximus de Lutèce, axe routier nord-sud qui structure traditionnellement les cités romaines.
Cette rue, la via Judearia, qui était située dans les abords immédiats de la cathédrale Saint-Étienne, était occupée dès le Ve siècle par des commerçants juifs ; c'était alors le centre commercial de l'île de la Cité et de Lutèce.
Chassés de Paris en 636, les Juifs réoccupèrent cette rue deux siècles plus tard et s'étendirent dans le quartier. Elle était habitée principalement par des juifs riches.
Ils édifièrent, au IXe siècle, une synagogue qui était située à l'emplacement du no 5 de la rue de la Juiverie dans l'angle avec la rue des Marmousets-Cité. En 1183, Philippe Auguste expulsa les juifs du royaume de France et elle devint l'église de la Madeleine-en-la-Cité. 
Leurs maisons et celles qu'ils possédaient à proximité dans les rues de la Draperie et de la Pelleterie furent vendues à des artisans drapiers et pelletiers.
Il y avait à cette époque un passage, appelé « passage du Four-Basset » qui communiquait à la rue aux Fèves et au marché au blé dit « halles de Beauce ». Ce bâtiment donné par Philippe-Auguste à son échanson Renaud Larcher passa en 1317 au chapitre Notre-Dame qui le loua à des fermiers de la Beauce tenus d'y emmagasiner les blés et farines et à partir de 1481 d'y stocker des seaux et des échelles pour lutter contre l'incendie.
Le voisinage de cette halle y entraina la concentration du commerce de la boulangerie dans la Cité. En 1299, il y avait 24 boulangers sur 33 contribuables. 
Elle est citée dans Le Dit des rues de Paris, de Guillot de Paris, sous la forme « rue la Juerie ».
Elle porte ensuite des noms qui en découlent : « rue de la Juérie », « rue de la Juyrie » en 1313 ; « rue de la Juisvie » en 1405 ; « rue de la Juiferie » en 1450, et « rue de la Juiverie » jusqu'en 1834.
Cette rue étroite est élargie en 1507 de trois toises, deux pieds. En même temps, son sol est élevé de dix pieds (3,30 m) pour la mettre au niveau du Petit-Pont et du pont Notre-Dame en cours de reconstruction.
Elle est citée sous le nom de « rue de la Jurie », dans un manuscrit de 1636.
En 1702, la rue, qui fait partie du quartier de la Cité, possède quarante-et-une maisons et quatre lanternes.
Une décision ministérielle du 26 prairial an XI (15 juin 1803) signée Chaptal fixe la largeur de la rue de la Juiverie à 12 mètres.
Le 13 mai 1834, sur la demande des propriétaires riverains, le ministre de l'Intérieur, Adolphe Thiers, décide de fusionner la rue du Marché-Palu, la rue de la Juiverie et la rue de la Lanterne sous le nom de « rue de la Cité ».
Ses maisons sont détruites de 1865 à 1867 lors de l'élargissement de cette rue et de la construction du nouvel Hôtel-Dieu.

## Bâtiments remarquables et lieux de mémoire
- No 5 : église de la Madeleine-en-la-Cité.
- En face de l'église de la Madeleine-en-la-Cité se trouvait le cabaret de la Pomme de Pin. Cet établissement célébré par Rabelais était fréquenté par les poètes de la Pléiade, Ronsard, Joachim du Bellay, Rémi Belleau et Pontus de Thiardpoètes français de la Pléiade. Il était encore très à la mode sous Louis XIII et Louis XIV. Racine, Lulli, Mignard venaient le visiter[11]
- Dans cette rue se trouvait une maison à l'enseigne de La Tête Noire. Elle fut vendue par les créanciers d'Edme Louis Ayrault, à   Pierre Claude Amyot, le 2 mars 1739. Un extrait de l’acte susdit, et d’un acte de liquidation de la succession du susdit Amyot, abandonnant la maison en question à Marie Claude Girard, veuve Amyoten, date du 10 avril 1759 (tableau généalogique pour l’intelligence de la succession[12].